# Клемменсен, Изабелла
Изабе́лла Кле́мменсен (дат. Isabella Clemmensen; род. 4 ноября 1996, Копенгаген) — датская кёрлингистка.

## Достижения
- Чемпионат Дании по кёрлингу среди женщин: золото (2015, 2016).
- Первенство Европы по кёрлингу среди юниоров: золото (2013).
- Чемпионат Дании по кёрлингу среди юниоров: золото (2013, 2014, 2015).

## Команды
| Сезон   | Четвёртый               | Третий              | Второй              | Первый                    | Запасной                                                        | Турниры                             |
| ------- | ----------------------- | ------------------- | ------------------- | ------------------------- | --------------------------------------------------------------- | ----------------------------------- |
| 2012—13 | Стефани Рисдаль Нильсен | Janne Gundry        | Chalotte Gundry     | Юли Хёг                   | Изабелла Клемменсен                                             | ЧДЖ 2013 (4 место)                  |
| 2012—13 | Стефани Рисдаль Нильсен | Jannie Gundry       | Шарлотта Клемменсен | Изабелла Клемменсен       | Юли Хёг Catrine Edelskov                                        | ЧДЮ 2013                            |
| 2012—13 | Стефани Рисдаль Нильсен | Janne Gundry        | Изабелла Клемменсен | Шарлотта Клемменсен       | Юли Хёг тренеры: Ульрик Шмидт (ПЕКЮ), Хелена Блак Лаурсен (ЧМЮ) | ПЕКЮ 2013 · ЧМЮ 2013 (6 место)      |
| 2013—14 | Стефани Рисдаль Нильсен | Janne Gundry        | Шарлотта Клемменсен | Юли Хёг                   | Изабелла Клемменсен                                             | ЧДЖ 2014 (4 место)                  |
| 2013—14 | Кристин Свенсен         | Изабелла Клемменсен | Юли Хёг             | Шарлотта Клемменсен       | Sara Rasmussen (ЧМЮ) тренер: Ульрик Шмидт                       | ЧДЮ 2014 · ЧМЮ 2014 (10 место)      |
| 2013—14 | Мадлен Дюпон            | Дениз Дюпон         | Кристин Свенсен     | Лина Альмендинген Кнудсен | Изабелла Клемменсен тренер: Millard Evans                       | ЧМ 2014 (10 место)                  |
| 2014—15 | Кристин Свенсен         | Изабелла Клемменсен | Юли Хёг             | Katja Milvang-Jensen      | Anna Solberg (ПЕКЮ) тренер: Мартин Грёнбех                      | ЧДЮ 2015 · ПЕКЮ 2015 (9 место)      |
| 2014—15 | Лене Нильсен            | Янне Эллегорд       | Стефани Рисдаль     | Шарлотта Клемменсен       | Изабелла Клемменсен тренер: Ульрик Шмидт                        | ЧЕ 2014 (4 место) ЧМ 2015 (8 место) |
| 2015—16 | Лене Нильсен            | Хелле Симонсен      | Стефани Рисдаль     | Шарлотта Клемменсен       | Изабелла Клемменсен тренер: Ульрик Шмидт                        | ЧЕ 2015 (4 место) ЧМ 2016 (8 место) |
| 2015—16 | Лене Нильсен            | Стефани Рисдаль     | Шарлотта Клемменсен | Изабелла Клемменсен       |                                                                 | ЧДЖ 2016                            |

(скипы выделены полужирным шрифтом)

## Частная жизнь
Старшая сестра Изабеллы, Шарлотта Клемменсен — тоже кёрлингистка, они многократно играли вместе в одной команде.